# Vigo di Cadore
Vigo di Cadore település Olaszországban, Veneto régióban, Belluno megyében. Lakosainak száma 1349 fő (2023. január 1.). Vigo di Cadore Auronzo di Cadore, Lorenzago di Cadore, Prato Carnico, Santo Stefano di Cadore, Sauris, Forni di Sopra, Lozzo di Cadore és Sappada községekkel határos.

## Népesség
A település lakossága az elmúlt években az alábbi módon változott:
| Lakosok száma | 1432 | 1409 | 1349 |
|               | 2017 | 2018 | 2023 |